# Dolno Konyaré
Dolno Konyaré ou Dolno Konjare (en macédonien Долно Коњаре) est un village du nord de la Macédoine du Nord, situé dans la municipalité de Koumanovo. Le village comptait 1286 habitants en 2002. Il compte une forte minorité serbe.

## Démographie
Lors du recensement de 2002, le village comptait :
- Macédoniens : 979
- Serbes : 207
- Albanais : 93
- Roms : 2
- Autres : 5